# Слобидка
Слобидка (на украински: Слобідка) е селище от градски тип в Южна Украйна, Подилски район на Одеска област. Основано е през 1938 година. Населението му е около 2635 души.